# Lago Storvindel
Storvindel (em sueco: Storvindeln) é um lago da Suécia situado na província da Lapônia, pertencente à região da Norlândia. Está localizado na comuna de Sorsele, pertencente ao condado de Västerbotten. Faz parte da área e captação do Ume. Tem 50 quilômetros de comprimento, 11,7 metros de profundidade média, 35,9 metros de profundidade máxima, 52,1 quilômetros quadrados de área, 614 000 000 metros cúbicos de água e está a 341,1 metros acima do nível do mar. Ele é inundado pelo Vindel.
Ao longo do lago há rochas altas ricas em quartzo. O Jipmoque forma um muro de 7 quilômetros de comprimento e de 100 a 150 metros de altura no lado sudoeste. Abaixo das rochas há blocos muito grandes que podem ter sido sacudidos pelos fortes terremotos que se seguiram logo após o derretimento do gelo. No lado nordeste do lago existem séries inteiras de rochas. Não muito longe do monte Hem, um riacho atravessa a beira da borda do lago e forma a cachoeira Brudslöjan. No extremo oeste do lago há a Igreja de Jilisnole, um simples edifício de madeira edificado no início do século XVIII.

## Usos
O lago tem uma mudança natural de quase cinco metros em seu nível de água ao longo do ano. Ele diminui do inverno até a primeira, quando o degelo escoa a água para ele. Atinge seu nível mais alto pouco antes do meio do verão e então a água cai durante o verão e o outono. O antigo tráfego de barcos de Sorsele à Igreja de Jilisnole fluiu no extremo oeste do lago, mas com a conclusão de uma estrada ao longo do lago no final de 1930, o tráfego diminuiu e no outono de 1938 o último barco passou por ele. Entre Jilisnole e a vila de Amarnas, a estrada foi concluída já em 1923. A cachoeira de Besca na saída entre o Pântano Inferior de Gaute e o Storvindel foi canalizada em 1910 para permitir que os barcos alcançassem o lago, provocando uma baixa de meio metro. Desde então, a vegetação costeira se adaptou ao nível menor da água, com cinturões verdes junto as margens se deslocando em direção à água. A mudança nos níveis de água proporciona amplas praias, onde a vegetação se zoneia pelo tempo que está submersa.

## Flora e fauna
No Storvindel floresce o raro taráxaco [dente-de-leão] de Jemtlândia, que se tornou ainda mais raro dada a exploração de todos os grandes lagos abaixo do Vindel. No fundo da água durante o fim da primavera, quando o lago está em seu ponto mais baixo, há praias de blocos com tufos únicos de caltas e cáreces. Por influência do gelo e geada, blocos e pedras podem ser montados em anéis com o material mais fino em direção ao centro. Mais alto na praia, a vegetação fica mais fechada e cheia de espécies, dentre as quais amieiros, salgueiros, cáreces, ervas e plantas alpinas. No topo das praias abertas, as magriças abundam. O rio invade sua mata ciliar quando está mais alto e nela crescem filipêndulas, angélicas e muitas outras plantas. Na parte oriental do lago há praias arenosas onde florescem, assim como no pântano de Gaute, as raigrases, cujo achado, no início do século XIX, provou que podem crescer em regiões longe do mar. O descobridor, o botânico sueco Göran Wahlenberg, publicou seu achado na Flora Lapônica (em latim: Flora Lapponica) de 1812.
No começo da década de 1960, o Conselho de Conservação da Suécia permitiu a condução de obras junto ao fluxo dos rios da região logo que os planos originais fossem mudados para que nenhuma expansão ocorresse no Vindel na montante do lago para não impactar o estoque de peixes. Visando a ciência pesqueira, os rios têm grande valor pela oportunidade de estudo das espécies. Ali vivem trutas, percas, salvelinos, umblas, lúcios e coregos (maxilares, videgrenos, nilssonos e peledes), etc. Segundo dados da década de 1970, pesca-se cerca de 2,5 toneladas de peixe por ano.